# Mažeikis
Mažeikis ist ein litauischer männlicher Familienname, abgeleitet vom Wort mažas, dt. klein.

## Weibliche Formen
- Mažeikytė (ledig)
- Mažeikienė (verheiratet)

## Personen
- Edvardas Mažeikis (* 1961), litauischer Generalmajor der Luftstreitkräfte
- Gintautas Mažeikis (* 1964), litauischer Philosoph
- Romas Mažeikis (* 1964), litauischer Fußballspieler